# Mikuláš Antonín Esterházy z Galanty
Mikuláš Antonín E(s)zterházy z Galanty (maďarsky Eszterházy Miklós Antal, 31. prosince 1655, Eisenstadt – 5. srpna 1695, Bratislava) byl uherský šlechtic a římskokatolický duchovní, biskup.

## Život
Mikuláš Antonín se narodil jako syn palatina, knížete Pavla I. Esterházyho a jeho manželky Uršuly Esterházyové. Michal I. Esterházy byl jeho nevlastní bratr.
Ačkoli byl Mikuláš Antonín coby nejstarší syn prvním v pořadí následnictví otcových titulů a majetků, od mládí tíhl k církevní dráze. Proto studoval ve Vídni, kde 25. června 1676 promoval za přítomnosti nitranského biskupa Tomáše Pálffyho z Erdődu. Od roku 1677 dále studoval v Collegiu Germano-Hungaricu v Římě. Z jeho římského pobytu se dochoval dopis zaslaný v roce 1677 z Říma rodičům, ve kterém popisuje svou cestu do Říma. 
Dne 8. září 1680 byl vysvěcen na kněze a od 15. března 1681 byl nejprve opatem augustiniánského kláštera ve východoslovenském Hrabkově a poté kanovníkem ostřihomské katedrály. V roce 1682 se stal kanovníkem katedrály v Győru a poté navržen do úřadu titulárního biskupa v Trogiru, ale 23. dubna téhož roku získal místo probošta v obci Szentistván.
Dne 9. května 1691 byl jmenován biskupem v chorvatském Kninu, do své nové funkce nastoupil 6. října následujícího roku a zůstal zde až do své smrti v roce 1695. 
Biskup Mikuláš Antonín Esterházy z Galanty zemřel dne 5. srpna 1695 v Bratislavě ve věku necelých 40 let.

## Dílo
Biskup Mikuláš Antonín se věnoval především činnosti psaní náboženských děl v letech svého episkopátu. Mezi jeho spisy patří:
- Principis in Deum Pietas et Populi in Principem aut prima Regnorum felicitas…, in Basilica D. Stephani… Viennae, 1672.
- Encomia Magnae, Dignitatis, Statusque Ecclesiastici, Tyrnaviae, 1690. tisk. 1695.

## Biskupská genealogie
Biskupská genealogie Mikuláše Antonína Esterházyho:
- Kardinál Guillaume d'Estouteville, OSBClun.
- Papež Sixtus IV.
- Papež Julius II.
- Kardinál Raffaele Sansone Riario
- Papež Lev X.
- Papež Pavel III.
- Kardinál Francesco Pisani
- Kardinál Alfons Jesuald z Conzy
- Papež Klement VIII.
- Kardinál Pietro Aldobrandini
- Kardinál Laudivio Zacchia
- Kardinál Antonio Barberini, OFMCap.
- Kardinál Marcantonio Franciotti
- Papež Inocenc XII.
- Kardinál Leopold Karel z Koloniče
- biskup Mikuláš Antonín Esterházy